# Kolonia Lubeckiego

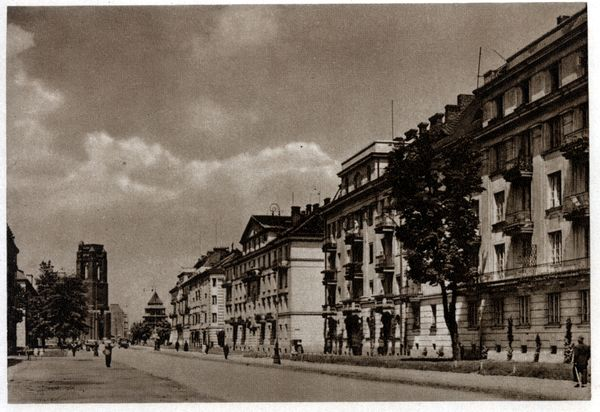
Đại học vào những năm 1930

Kolonia Lubeckiego (phát âm tiếng Ba Lan: [ˈkoloɲa lubetʂˈkʲɛɡɔ]; Tiếng Anh: Lubecki Colony) là khu nhà ở lịch sử ở quận Ochota của Warsaw, Ba Lan, giáp với đường phố Fitrowa, Krzywickiego, Wawelska, Grójecka và Plac Narutowicza. Khu vực này được đặc trưng bởi những ngôi nhà được xây dựng trong thời kỳ giữa chiến tranh, với nhiều cây xanh và không gian xanh.

## Lịch sử
Hội đồng địa phương ban đầu đã lên kế hoạch xây dựng một công viên trên địa điểm này, tuy nhiên sau đó họ đã đồng ý rằng khu vực này phù hợp hơn với một khu dân cư để đáp ứng số lượng người làm việc trong trung tâm thành phố ngày càng tăng.
Xây dựng khu vực này bắt đầu vào năm 1924, với các tòa nhà đầu tiên được thiết kế bởi một số kiến trúc sư bao gồm Antoni Jawornicki, Aleksander Sygietyński, Wacław Weker và Teofil Wiśniowski, theo phong cách tân cổ điển. Tuy nhiên, đến những năm 1930, một phong cách hiện đại hơn đã được đưa vào thiết kế các tòa nhà. Trong cuộc nổi dậy ở Warsaw, từ ngày 4 đến 25 tháng 8 năm 1944, cư dân của điền trang đã bị lôi kéo vào cái gọi là vụ thảm sát Ochota, một loạt vụ giết người hàng loạt, vụ cướp và các tội ác khác được thực hiện chủ yếu bởi SS Sturmbrigade RONA, một nhóm chống đảng phái từ Nga. Ước tính 10.000 cư dân Ochota đã bị sát hại trong thời gian này.